# كوبيلي

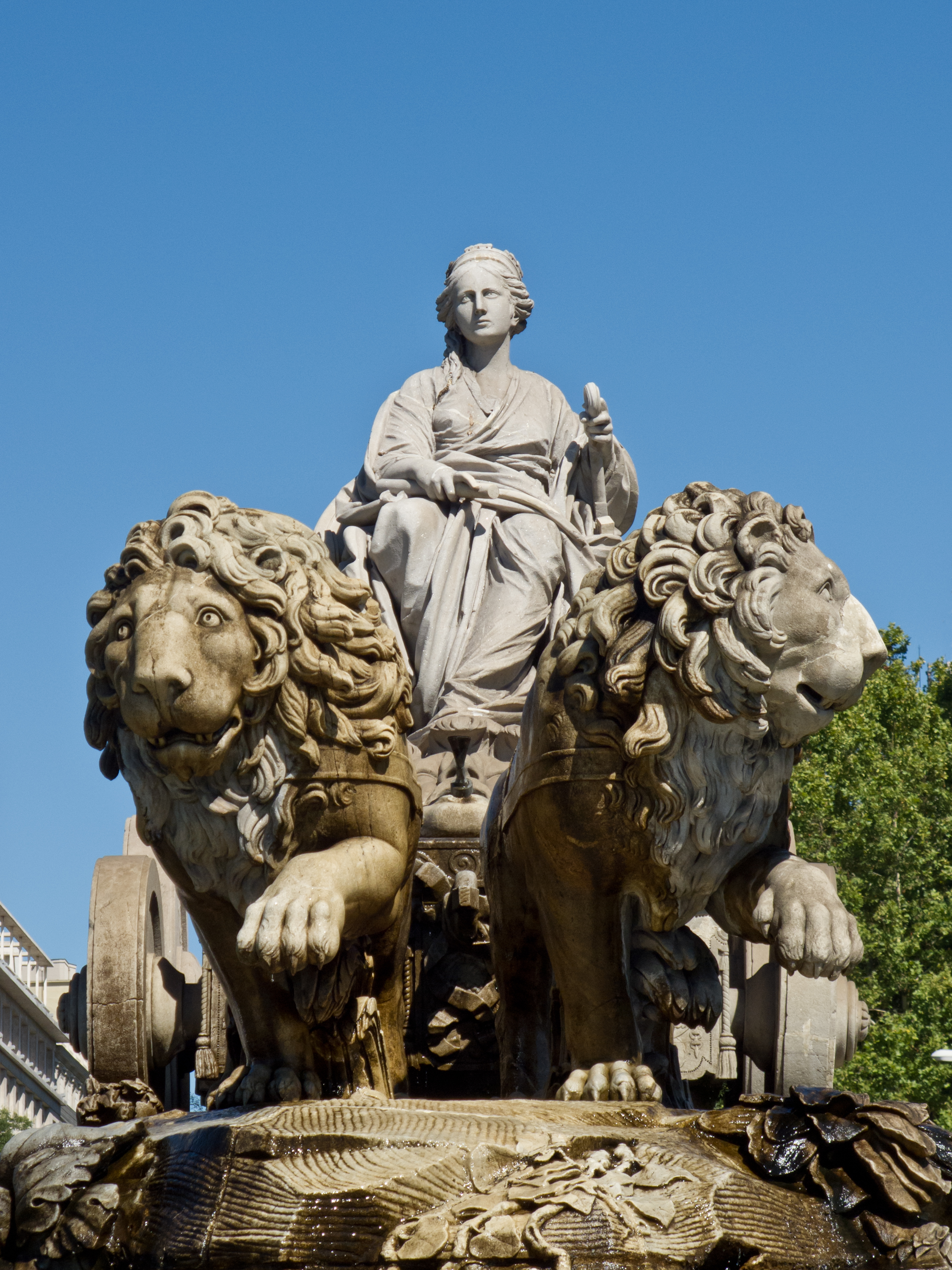

كوبيلي (باللاتينية:  CYBELE) وهي إلهة الجبال، الطبيعة، والخصوبة، لشعوب آسيا الصغرى وهي معبودة من أغلب شعوب المنطقة وسماها الرومان ماغنا ماتر ديوم إيدايا (باللاتينية:  Magna Deum Mater Idaea) أو أم الآلهة العظمى الإيدايانية، وهي معروفة بأسماء أخرى أيضا لكن كوبيلي هو الاسم الذي عرفت به في الأدب أكثر من أي اسم آخر.
وكانت عبادتها قد تمركزت في فريجيا ووجدت طريقها إلى اليونان لكنها لم تنتشر وكان هذا في بدايات القرن السادس قبل الميلاد ودخلت إلى [روما] عام 204 ق م حيث حظيت بأهمية كبيرة وكانت إحدى آخر الأصنام التي اضمحلت عبادتها. وكانت كوبيلي تعبد في الغالب في ارتباط مع أتيس مثل أفروديت وأدونيس، والفلاسفة القدماء فسروا الثنائي بأنه رمز للعلاقة بين الأم الأرض ونباتاتها.